# Grayson Hugh
Grayson Hugh, né le 30 octobre 1960, est un chanteur, pianiste et compositeur de soul originaire du Connecticut, aux États-Unis.

## Carrière
Grayson Hugh a été présent dans le Billboard Top 100 américain en 1989 et 1990 avec trois singles de son album Blind to Reason : Talk it Over, Bring it All Back et How 'Bout Us?. Il a sorti un second album en 1992, Road to Freedom, qui n'a pas eu autant de succès.
Au début des années 2000, il a sombré dans l'alcoolisme, et failli mourir d'une crise d'épilepsie. Après une cure de désintoxication, il a pu relancer sa carrière à partir de 2005.

## Discographie
- Grayson Hugh (One of Nineteen Records, 1980)
- Blind to Reason (RCA Records, 1988)
- Road to Freedom (MCA Records, 1992)
- An American Record (Swamp Yankee Records, 2010)
- Back To The Soul (Swamp Yankee Records, 2015)